# Хаябуса (синкансэн)
Хаябуса (яп. はやぶさ, «Сапсан») — маршрут высокоскоростных поездов синкансэн на линии Тохоку между станциями Токио и Син-Аомори. Обслуживается East Japan Railway Company (JR East). Введен в эксплуатацию 5 марта 2011 года. C 2013 года поезда развивают 320 км/ч, данный маршрут является самым быстрым среди Синкансенов вообще.

## Станции
На маршруте находятся следующие станции:
- Токио
- Уэно*
- Омия
- Сэндай
- Мориока
- Иватэ-Нумакунай*
- Нихохэ*
- Хатинохе*
- Ситинохэ-Товада*
- Син-Аомори
- Окуцугару-Имабецу*
- Киконай*
- Син-Хакодате-Хокуто

(*) Останавливается часть поездов

## Схема состава
Поезда Хаябуса комплектуются 10-вагонными составами серии E5, первый вагон со стороны Токио. С 2016 года эксплуатируются также составы H5, которые отличаются от E5 цветом полосы (не розовый, а фиолетовый), эмблемой и депо приписки (расположено на острове Хоккайдо). И E5, и H5 часто работают по системе многих единиц с составами Комати.
| Номер вагона  | 1           | 2           | 3           | 4           | 5                            | 6           | 7           | 8           | 9                   | 10         |
| ------------- | ----------- | ----------- | ----------- | ----------- | ---------------------------- | ----------- | ----------- | ----------- | ------------------- | ---------- |
| Класс         | Стандартный | Стандартный | Стандартный | Стандартный | Стандартный                  | Стандартный | Стандартный | Стандартный | Зеленый вагон       | Гран Класс |
| Дополнительно |             |             | Телефон     |             | Телефон/ Места для инвалидов |             |             |             | Места для инвалидов |            |